# Sagara (vattendrag)
Sagara är ett vattendrag i Burundi.   Det ligger i provinsen Rutana, i den centrala delen av landet, 80 kilometer sydost om huvudstaden Bujumbura.
Omgivningarna runt Sagara är en mosaik av jordbruksmark och naturlig växtlighet. Runt Sagara är det ganska tätbefolkat, med 192 invånare per kvadratkilometer.